# Liste der Kulturdenkmäler in Höheinöd
In der Liste der Kulturdenkmäler in Höheinöd sind alle Kulturdenkmäler der rheinland-pfälzischen Ortsgemeinde Höheinöd aufgeführt. Grundlage ist die Denkmalliste des Landes Rheinland-Pfalz (Stand: 14. Dezember 2023).

## Einzeldenkmäler
| Bezeichnung         | Lage                                        | Baujahr                                      | Beschreibung                                                                            | Bild            |
| ------------------- | ------------------------------------------- | -------------------------------------------- | --------------------------------------------------------------------------------------- | --------------- |
| Kriegerdenkmal      | Am Denkmal, Ecke Hauptstraße Lage           |                                              | Kriegerdenkmal 1914/18, liegender Soldat                                                | BW              |
| Hofanlage           | Am Denkmal 5 Lage                           | erste Hälfte oder Mitte des 19. Jahrhunderts | Dreiseithof, erste Hälfte oder Mitte des 19. Jahrhunderts; bauliche Gesamtanlage        | BW              |
| Evangelische Kirche | Hauptstraße 8 Lage                          | 1913–15                                      | breitgelagerter zweischiffiger Bau, neuklassizistisch beeinflusster Jugendstil, 1913–15 | Fotos hochladen |
| Hofanlage           | Hauptstraße 22 Lage                         | 1857                                         | Dreiseithof, bezeichnet 1857                                                            | BW              |
| Katholische Kirche  | Hermersberger Straße 12 Lage                | 1935                                         | kleiner Saalbau, 1935                                                                   | BW              |
| Quereinhaus         | Im Eck 11 Lage                              | 1854                                         | stattliches Quereinhaus, bezeichnet 1854                                                | BW              |
| Wohnhaus            | Lochstraße 2 Lage                           |                                              | massives Wohnhaus                                                                       | BW              |
| Hofanlage           | Matzenbergstraße 11 Lage                    | 18. Jahrhundert                              | Hakenhof; Wohnhaus, eingeschossiger Bruchsteinbau, 18. Jahrhundert (?), Ökonomie        | BW              |
| Brücke              | westlich des Ortes bei der Weihermühle Lage | 19. Jahrhundert                              | Straßenbrücke über den Schauerbach; einbogige Brücke, Bruchstein, 19. Jahrhundert       | BW              |